# Branca de Inglaterra
Branca de Inglaterra ou Branca de Lencastre (em francês:  Blanche, em alemão:  Blanca; Castelo de Peterborough, 1392 — Haguenau, 22 de maio de 1409) foi uma princesa de Inglaterra por nascimento. Ela foi casada com Luís do Palatinado, futuro conde palatino.

## Família
Branca nasceu em Peterborough e foi a primeira filha e sexta criança nascida de Henrique de Bolingbroke, futuro rei de Inglaterra como Henrique IV e de Maria de Bohun, sua primeira esposa. Seus avós paternos eram João de Gante, duque de Lencastre e Branca de Lencastre. Seus avós maternos eram Humberto de Bohun, 7.º Conde de Hereford e Joana Fitzalan.
A mãe de Branca morreu em 4 de junho de 1394 no Castelo de Peterborough depois de dar à luz a sua filha mais nova, Filipa. Cinco anos depois, em 30 de setembro de 1399, o pai de Branca depôs o seu primo, o rei Ricardo II, e usurpou o trono. Três anos depois, em 1402, Henrique casou-se com Joana de Navarra, filha do rei Carlos II de Navarra e viúva do duque João V da Bretanha. Não nasceram filhos desta união.

## Biografia

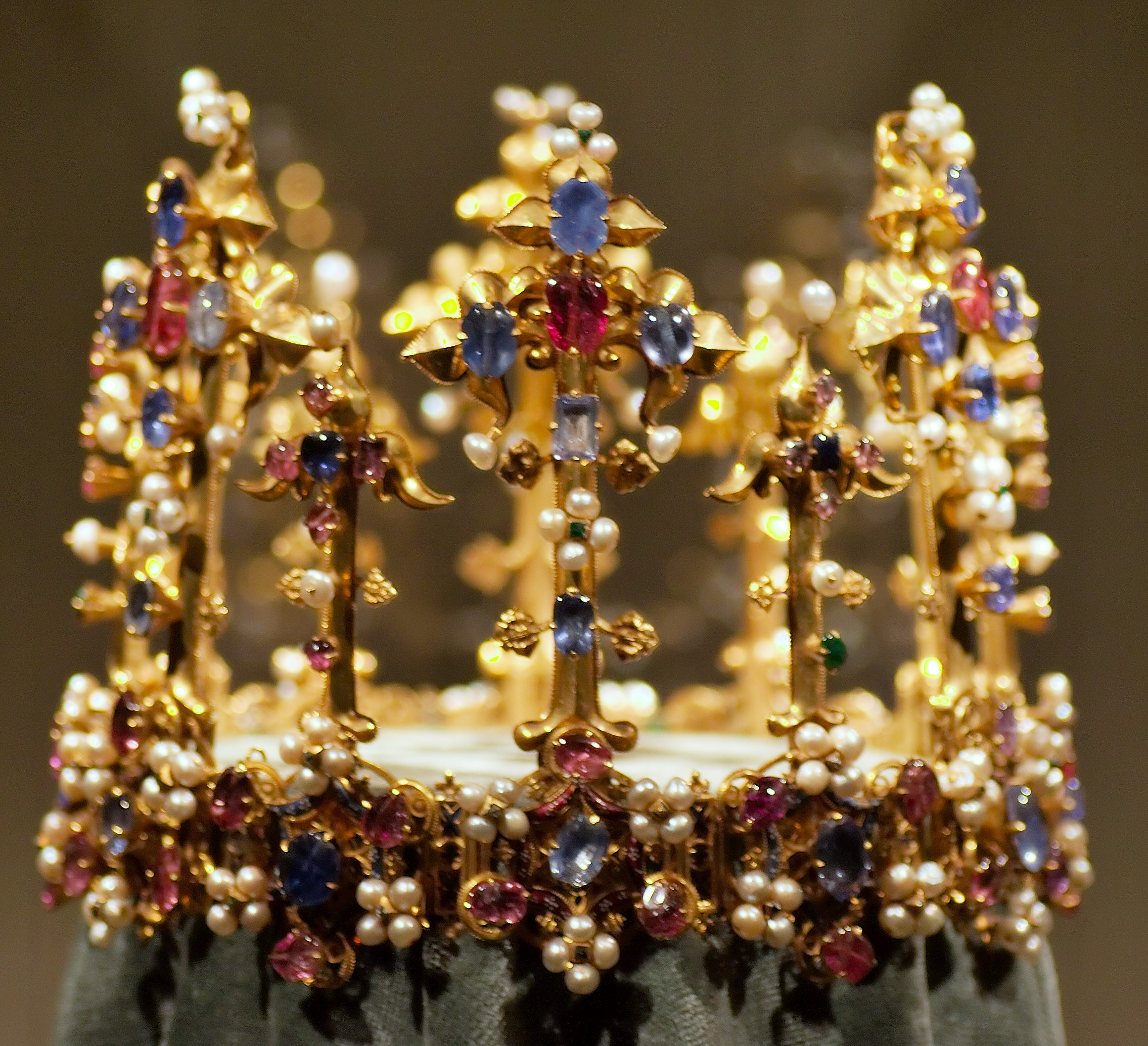
A coroa da princesa Branca, atualmente em exposição na Residência de Munique, na Alemanha.

Em janeiro de 1401, Henrique IV realizou um torneio no Palácio de Eltham em honra da visita de Manuel II Paleólogo, o imperador bizantino. O torneio foi celebrado em forma literária em treze cartas em francês antigo dirigidas a Branca. Cada carta, escrita supostamente por uma entidade lendária, elogia um dos combatentes. É provável que as cartas tenham sido lidas durante o torneio.
Depois de ascender ao trono inglês, o rei Henrique IV começou a procurar alianças para solidificar e legitimar o seu reino. Ele arranjou o casamento de Branca com Luís, filho do rei Roberto da Germânia e de Isabel de Nuremberga. Assim como Henrique, que depôs seu primo, o rei Ricardo II, a sucessão de Roberto foi devido a deposição de seu antecessor, Venceslau IV da Boêmia.
O contrato de casamento foi assinado em 7 de março de 1401 em Londres e o casamento oficial entre Branca e Luís aconteceu a 6 de julho de 1402 na Catedral de Colónia, na Alemanha.
Seu dote incluía a mais antiga coroa que sabe-se que já esteve na Inglaterra, conhecida como Coroa da Princesa Branca. Ela é feita de ouro, esmalte, safiras, rubis, esmeraldas, diamantes, e perólas. Originalmente, a coroa pode ter pertencido a rainha Ana da Boêmia, consorte de Ricardo II.
Apesar da natureza política do casamento, tudo aponta para que a união tenha sido feliz. Quatro anos após a cerimónia, em 1406, Branca deu à luz seu primeiro filho, Roberto, que recebeu o nome em honra do seu avô paterno.
Em 1408, Branca foi feita uma Dama da Ordem da Jarreteira. Um ano depois, quando estava grávida do seu segundo filho, a princesa contraiu febre e veio a falecer durante o parto, em 22 de maio de 1409, em Haguenau. Ela foi enterrada na Igreja de Santa Maria, em Neustadt.

## Descendência
- Roberto da Baviera (22 de junho de 1406 - 20 de maio de 1426), conhecido como "o Inglês", não se casou e nem teve filhos.
- Criança natimorta (n. e m. 1407).